# Tyrančík ostrovní
Tyrančík ostrovní (Nesotriccus ridgwayi) je druh ptáka z čeledi tyranovití. Je endemitem Kokosového ostrova v Tichém oceánu, který je součástí Kostariky.

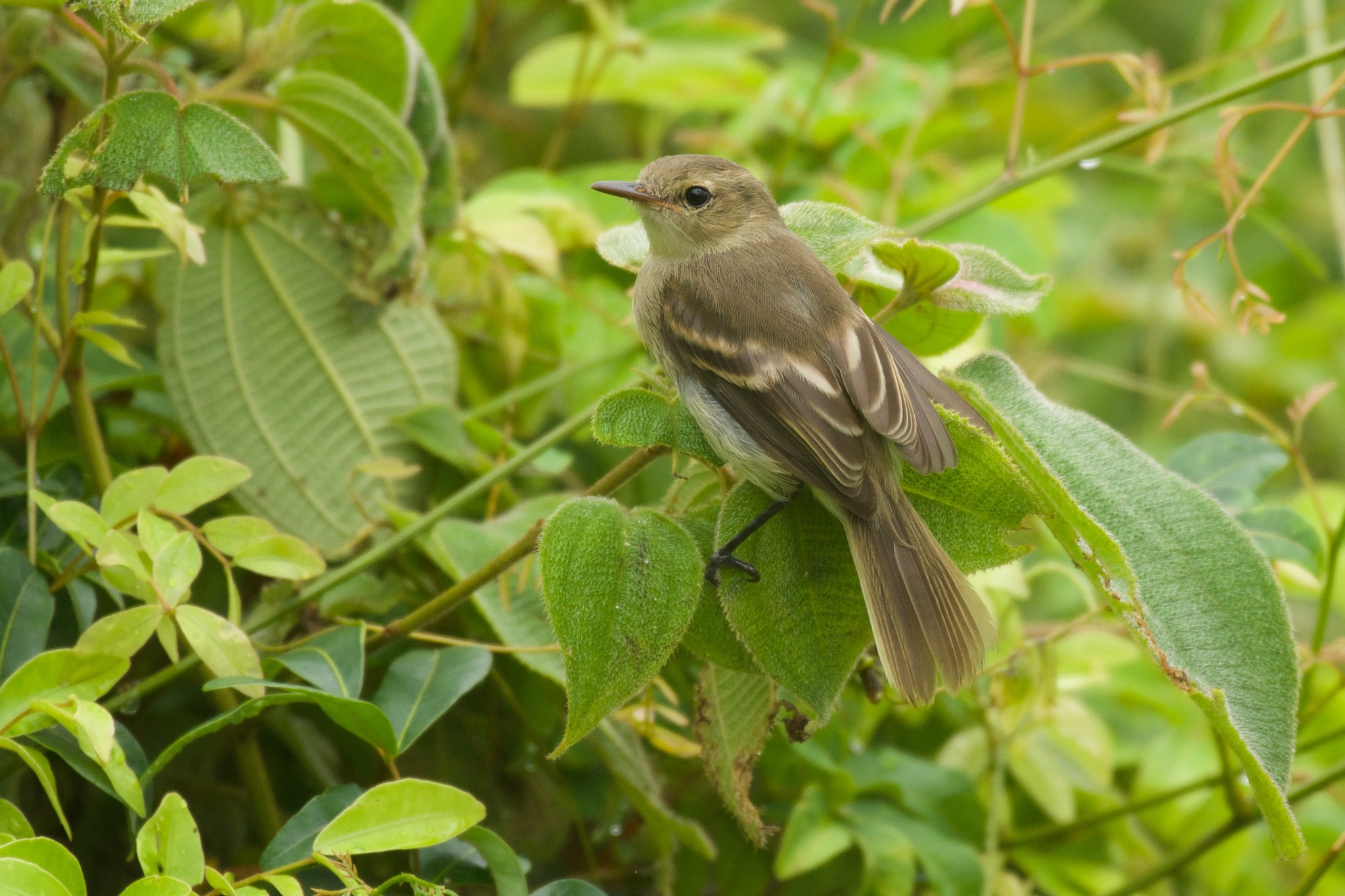
Tyrančík ostrovní, 2021

## Popis
Tyrančík ostrovní měří asi 11 cm a váží přibližně 11 g. Obě pohlaví mají stejné zbarvení peří. Dospělí jedinci mají šedoolivovou až tmavě hnědolivovou korunku, mírně světlejší nadoční proužek a líce a tenkou tmavou čáru vedoucí okem. Jejich svrchní strana těla je šedoolivová až tmavě hnědolivová. Křídla jsou tmavá s matně žlutavě bělavými okraji letek a zakončeními na krovkách; tyto znaky vytvářejí dva křídelní proužky. Ocas je tmavý. Hrdlo a spodní partie jsou bledě žlutavé s hnědavým až olivovým nádechem na prsou. Obě pohlaví mají tmavě hnědé duhovky, dlouhý široký zobák, jehož horní část (maxila) je hnědá až černá a dolní část (mandibula) je světlá s tmavou špičkou, a tmavošedé nohy a prsty. Mladí jedinci jsou hnědší než dospělí a mají křídelní proužky v odstínech rezavě bělavé až skořicové.